# Saint Janvier sortant indemne de la fournaise
Saint Janvier sortant indemne de la fournaise est un tableau réalisé par le peintre espagnol José de Ribera en 1646. De format vertical, cette peinture à l'huile sur cuivre est une peinture chrétienne qui représente Janvier de Bénévent émergeant miraculeusement indemne de la fournaise dans laquelle il a été jeté. Vêtu en évêque, il lève les yeux vers des chérubins qui occupent le coin supérieur droit de la composition, tandis qu'autour de lui des témoins réagissent vivement à sa réapparition. Cette œuvre de commande sert de panneau central à un retable de la chapelle royale du Trésor de San Gennaro, à Naples, en Italie.